# Baugé
Baugé è un comune delegato di Baugé-en-Anjou, situato nel dipartimento del Maine e Loira nella regione dei Paesi della Loira. 
Fino al 2012 ha costituito un comune autonomo, il 1º gennaio 2013 si fuso con a Montpollin, Pontigné, Saint-Martin-d'Arcé e Le Vieil-Baugé per formare il nuovo comune di Baugé-en-Anjou di cui è divenuto comune delegato.

## Società

### Evoluzione demografica
Abitanti censiti